# Dibiyapur
Dibiyapur é uma cidade e uma nagar panchayat no distrito de Auraiya, no estado indiano de Uttar Pradesh.

## Demografia
Segundo o censo de 2001, Dibiyapur tinha uma população de 20,602 habitantes. Os indivíduos do sexo masculino constituem 53% da população e os do sexo feminino 47%. Dibiyapur tem uma taxa de literacia de 76%, superior à média nacional de 59.5%: a literacia no sexo masculino é de 80% e no sexo feminino é de 72%. Em Dibiyapur, 14% da população está abaixo dos 6 anos de idade.